# 4-vinylcyklohexen
4-vinylcyklohexen je organická sloučenina obsahující vinylovou skupinu navázanou na cyklohexenové jádro do polohy 4. I když je chirální, tak se převážně používá jako racemická směs. Jedná se o prekurzor vinylcyklohexendioxidu.

## Výroba
4-vinylcyklohexen se vyrábí dimerizací buta-1,3-dienu Dielsovou–Alderovou reakcí. Reakce probíhá při teplotě 110–425 °C a tlaku 1,3–100 MPa za přítomnosti katalyzátoru, kterým je směs karbidu křemíku se solemi mědi nebo chromu. Jako vedlejší produkt se vytváří cyklookta-1,5-dien.

## Bezpečnost
4-Vinylcyklohexen je klasifikován jako „možný lidský karcinogen“.